# Özlem Gezer
Özlem Gezer (* 1981 in Hamburg-Eppendorf) ist eine deutsche Journalistin.

## Leben
Gezer, die türkischer Abstammung ist, wuchs im Stadtteil St. Pauli auf. Sie begann zunächst ein Jura-Studium an der Universität Hamburg, brach es jedoch zugunsten einer Journalismus-Ausbildung an der Henri-Nannen-Schule ab. Ab dem 18. Lebensjahr ging sie nebenher ihre ersten journalistischen Schritte als freie Mitarbeiterin für die Zeitschrift Stern und für das ZDF in Istanbul. Nach Abschluss der Ausbildung wurde sie im Januar 2012 Redakteurin im Deutschlandressort des Nachrichtenmagazins Der Spiegel und wechselte 2014 in das Gesellschaftsressort.
Gezer berichtete bisher unter anderem vom Erdbeben von Gölcük 1999, recherchierte zum Fall des Österreichers Josef Fritzl, der seine Tochter jahrzehntelang in einer unterirdischen Wohnung gefangenhielt und missbrauchte, zum Amoklauf von Winnenden, zur islamistischen Terrorzelle im Sauerland und zur Einwanderung armer Menschen aus Südosteuropa nach den EU-Osterweiterungen. 2014 wurde sie mit dem Henri-Nannen-Preis in der Kategorie „Beste Reportage“ ausgezeichnet – für einen Artikel im Magazin „Der Spiegel“ über den Kunstsammler Cornelius Gurlitt, den sie mehrere Tage auf einer Zugfahrt begleitete.
In der Ausgabe 3/2016 vom 16. Januar 2016 veröffentlichte der Spiegel unter dem Titel Der Märchenonkel einen von Gezer verfassten Verriss des Buches Inside IS – 10 Tage im „Islamischen Staat“ von Jürgen Todenhöfer. Nachdem dieser anschließend rechtliche Schritte gegen den Artikel einleitete, gab der Spiegel im August 2016 zu allen 14 von ihm als unwahr bezeichneten Stellen Unterlassungserklärungen ab und entfernte den Artikel aus dem Internet.
Im Januar 2017 wurde Gezer stellvertretende Leiterin des Gesellschaftsressorts des Spiegels. Nachdem der Ressortleiter Matthias Geyer in Folge des Fälschungsskandals um Claas Relotius den Spiegel verlassen hatte, wurde sie im Oktober 2019 die Leiterin des Ressorts. Als Reaktion auf den Skandal wurde das Ressort in Reporterressort umbenannt und die Seiten im Magazin für Redakteure aus anderen Ressorts geöffnet.

## Auszeichnungen
- 2011: Helmut-Stegmann-Preis für eine Reportage über einen bulgarischen Menschenhändler und die Tagelöhner, die er nach Deutschland vermittelt[7]
- 2013: „Journalist des Jahres“ in der Kategorie Newcomer (zu gleichen Teilen mit Anita Zielina), verliehen vom Medium Magazin
- 2014: Henri-Nannen-Preis in der Kategorie „Beste Reportage“ (früher Egon-Erwin-Kisch-Preis genannt)

## „Hate Poetry“
Seit 2013 tritt Gezer zusammen mit den Journalisten Deniz Yücel, Yassin Musharbash, Mely Kiyak, Özlem Topçu, Hasnain Kazim, Doris Akrap und Ebru Taşdemir im Rahmen der „antirassistischen Leseshow“ Hate Poetry auf, bei denen sie im Stile eines Poetry Slams rassistische Leserbriefe vorlesen. „Selten war Rassismus so unterhaltsam“, urteilte darüber Die Welt, während die taz von einer „kathartischen Lesung“ sprach. 2014 wurde das Gründungsteam von Hate Poetry in der Kategorie „Sonderpreis“ als Journalisten des Jahres ausgezeichnet.